# Saint-Front (Charente)
Pour les articles homonymes, voir Saint-Front.
Saint-Front est une commune du Sud-Ouest de la France, située dans le département de la Charente (région Nouvelle-Aquitaine).

## Géographie

### Localisation et accès
La commune de Saint-Front est située au nord-est de la Charente, à 9 km à l'est de Mansle et 29 km au nord d'Angoulême, sur la route de Mansle à Saint-Claud.
Le bourg de Saint-Front est aussi à 5 km au nord de Saint-Angeau, 8 km à l'ouest de Cellefrouin, 14 km à l'ouest de Saint-Claud, 15 km au sud-ouest de Champagne-Mouton et 17 km au sud-est de Ruffec; il étage ses maisons sur les flancs de la colline qui domine la vallée du Son-Sonnette.
La route de Mansle à Cellefrouin et Saint-Claud, la D 739, parcourt le sud de la commune et passe à 1,5 km du bourg. La route d'Aunac à Chasseneuil, la D 27, traverse la commune du nord-ouest au sud-est et dessert le bourg de Saint-Front et l'important hameau de Romefort; enfin la route de Valence à Couture, la D 26, dessert l'angle nord-est de la commune.

### Hameaux et lieux-dits
Le principal centre de population est le hameau de Romefort, situé dans le sud de la commune. Parmi les autres hameaux, on peut citer : Chez Pacaud, Sonne,  les Amborderies, le Couvent, le Chatelard  près de la route d'Aunac ; le Bourdelais dans l'ouest ; Saint-Germain, le Sablon, le Coq, Bois Négrier sur la rive droite du Son-Sonnette ; le Cluzeau, la Négraudrie, Loubarière, Chez Bouty sur la rive gauche du Son-Sonnette ; le Pont, Mortagne près du bourg ; Chez Tête, Chanteloube, Anguinlais dans le nord ; La Grosbauche, Morte Font dans le nord-est près de la route de Valence-Couture ; Le logis de Romefort, la Brousse et Chez Cornu au sud de la D 739, etc.,.

### Communes limitrophes
| Aunac-sur-Charente        | Couture          | Ventouse |
| Mouton                    | Saint-Front      | Valence  |
| Saint-Ciers-sur-Bonnieure | Val-de-Bonnieure |          |

### Géologie et relief
Le sol de la commune est constitué de calcaire datant du Jurassique moyen (Callovien). Les plateaux au nord de la commune sont couverts d'argile rouge et altérite datant du Tertiaire. Au sud de la vallée du Son-Sonnette, on trouve des grèzes et dépôts de sable argileux datant du quaternaire (glaciation de Riss). La vallée du Son-Sonnette elle-même est occupée par des alluvions récentes,,,.
Le relief de la commune est celui d'un plateau d'une altitude moyenne de 100 m traversé par la vallée est-ouest du Son-Sonnette. Le point culminant de la commune est à une altitude de 120 m, situé près de la limite nord-est et la Grosbauche. Le point le plus bas est à 66 m, situé le long du Son-Sonnette sur la limite ouest. Le bourg, surplombant la vallée, est à 90 m d'altitude.

### Hydrographie

#### Réseau hydrographique
La commune est située dans le bassin versant de la Charente au sein du Bassin Adour-Garonne. Elle est drainée par la Tiarde, qui constituent un réseau hydrographique de 9 km de longueur totale,.
La commune est parcourue de l'est à l'ouest par la rivière le Son-Sonnette, affluent de la Charente, qui coule au fond d'une vallée étroite, et limitée à l'ouest par un de ses affluents, le ruisseau de la Tiarde.

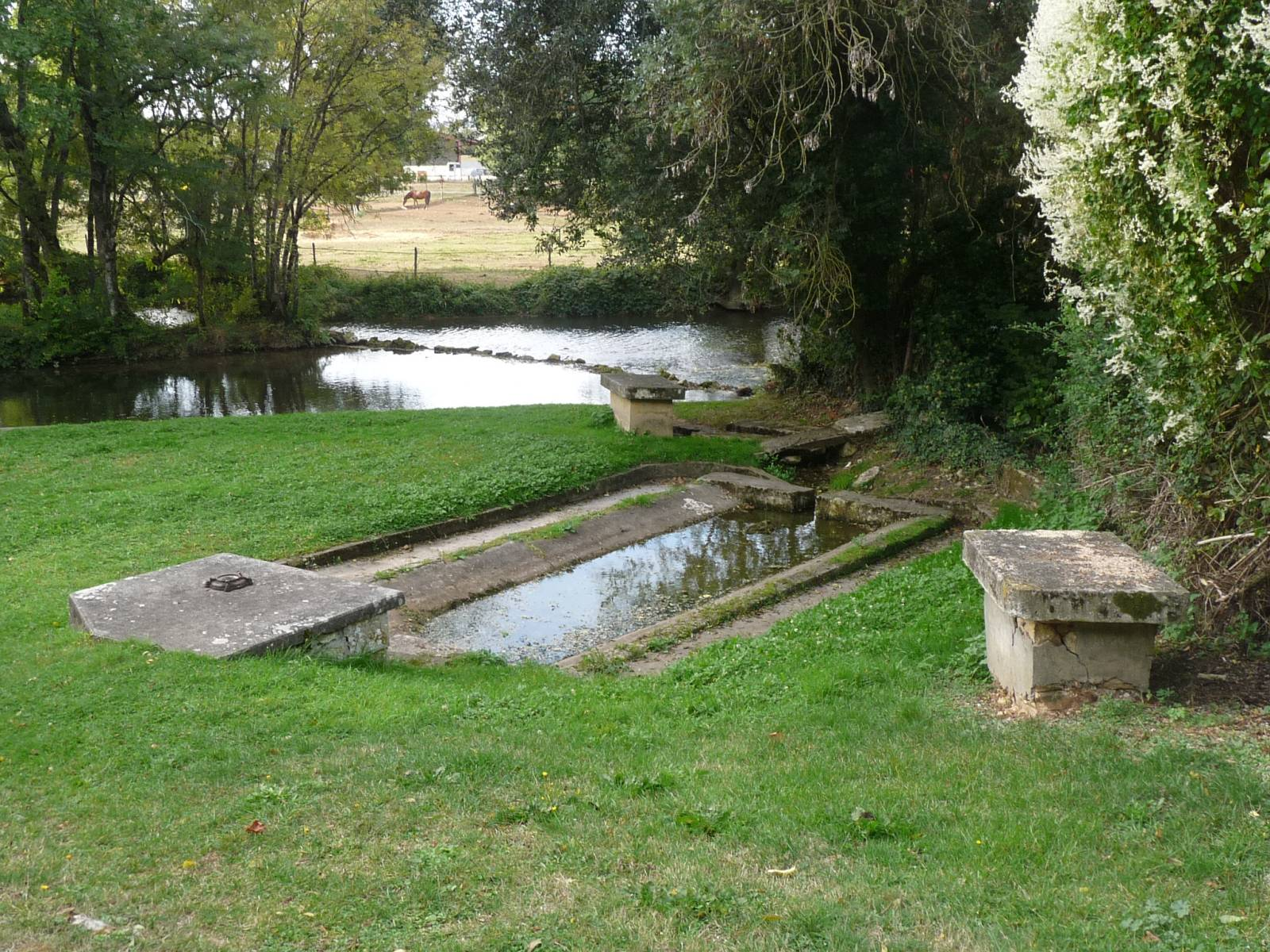
Le lavoir et le Sonsonnette au pied du bourg.
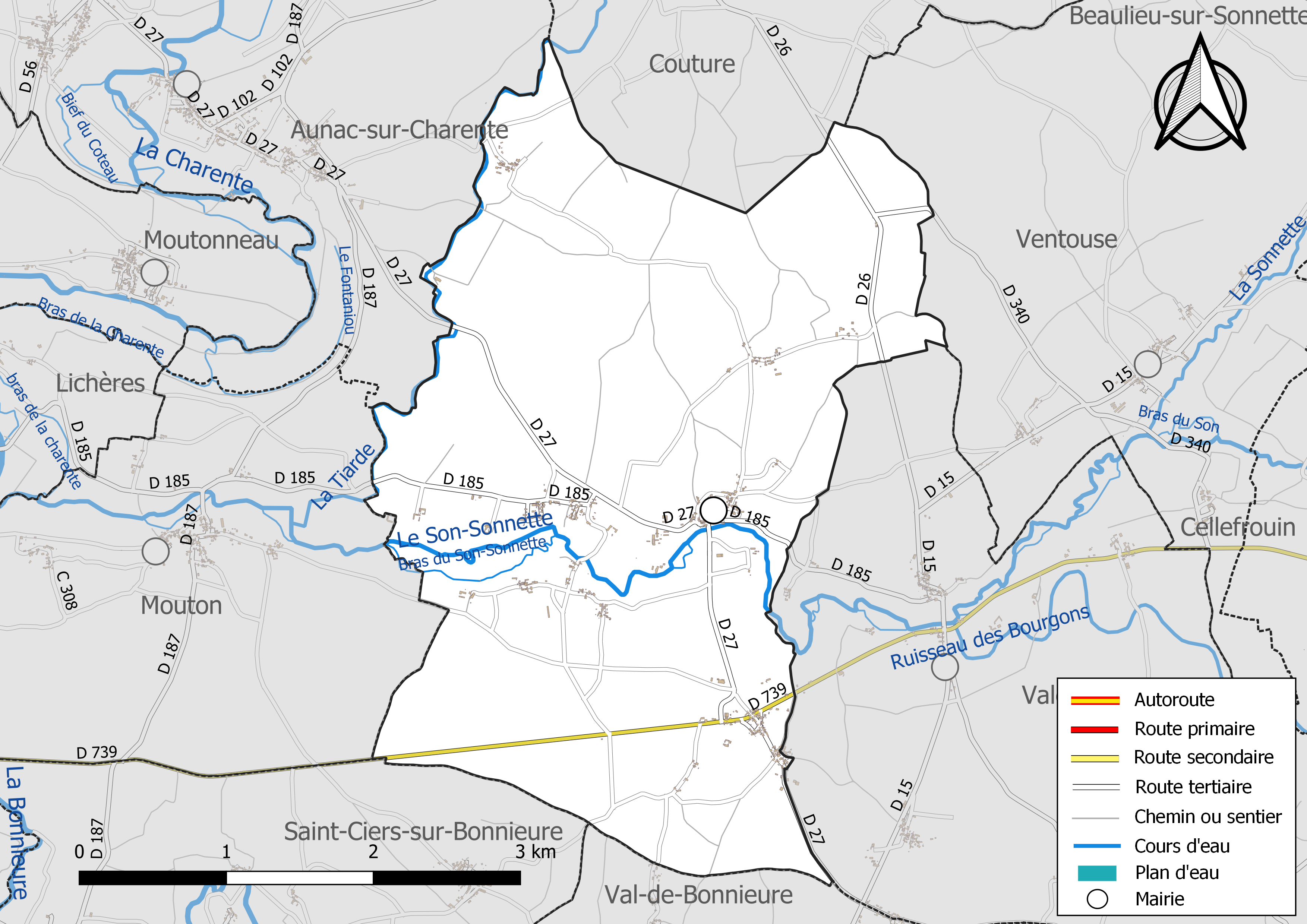
Réseaux hydrographique et routier de Saint-Front

#### Gestion des eaux
Le territoire communal est couvert par le schéma d'aménagement et de gestion des eaux (SAGE) « Charente ». Ce document de planification, dont le territoire correspond au bassin de la Charente, d'une superficie de 9 300 km2, a été approuvé le 19 novembre 2019. La structure porteuse de l'élaboration et de la mise en œuvre est l'établissement public territorial de bassin Charente. Il définit sur son territoire les objectifs généraux d’utilisation, de mise en valeur et de protection quantitative et qualitative des ressources en eau superficielle et souterraine, en respect des objectifs de qualité définis dans le troisième SDAGE  du Bassin Adour-Garonne qui couvre la période 2022-2027, approuvé le 10 mars 2022.

### Climat
Comme dans les trois quarts sud et ouest du département, le climat est océanique aquitain.

## Urbanisme

### Typologie
Au 1er janvier 2024, Saint-Front est catégorisée commune rurale à habitat dispersé, selon la nouvelle grille communale de densité à 7 niveaux définie par l'Insee en 2022.
Elle est située hors unité urbaine et hors attraction des villes,.

### Occupation des sols
L'occupation des sols de la commune, telle qu'elle ressort de la base de données européenne d’occupation biophysique des sols Corine Land Cover (CLC), est marquée par l'importance des territoires agricoles (95,4 % en 2018), une proportion identique à celle de 1990 (95,4 %). La répartition détaillée en 2018 est la suivante : 
terres arables (69,2 %), zones agricoles hétérogènes (15,5 %), prairies (10,7 %), forêts (4,5 %), zones urbanisées (0,1 %). L'évolution de l’occupation des sols de la commune et de ses infrastructures peut être observée sur les différentes représentations cartographiques du territoire : la carte de Cassini (XVIIIe siècle), la carte d'état-major (1820-1866) et les cartes ou photos aériennes de l'IGN pour la période actuelle (1950 à aujourd'hui).

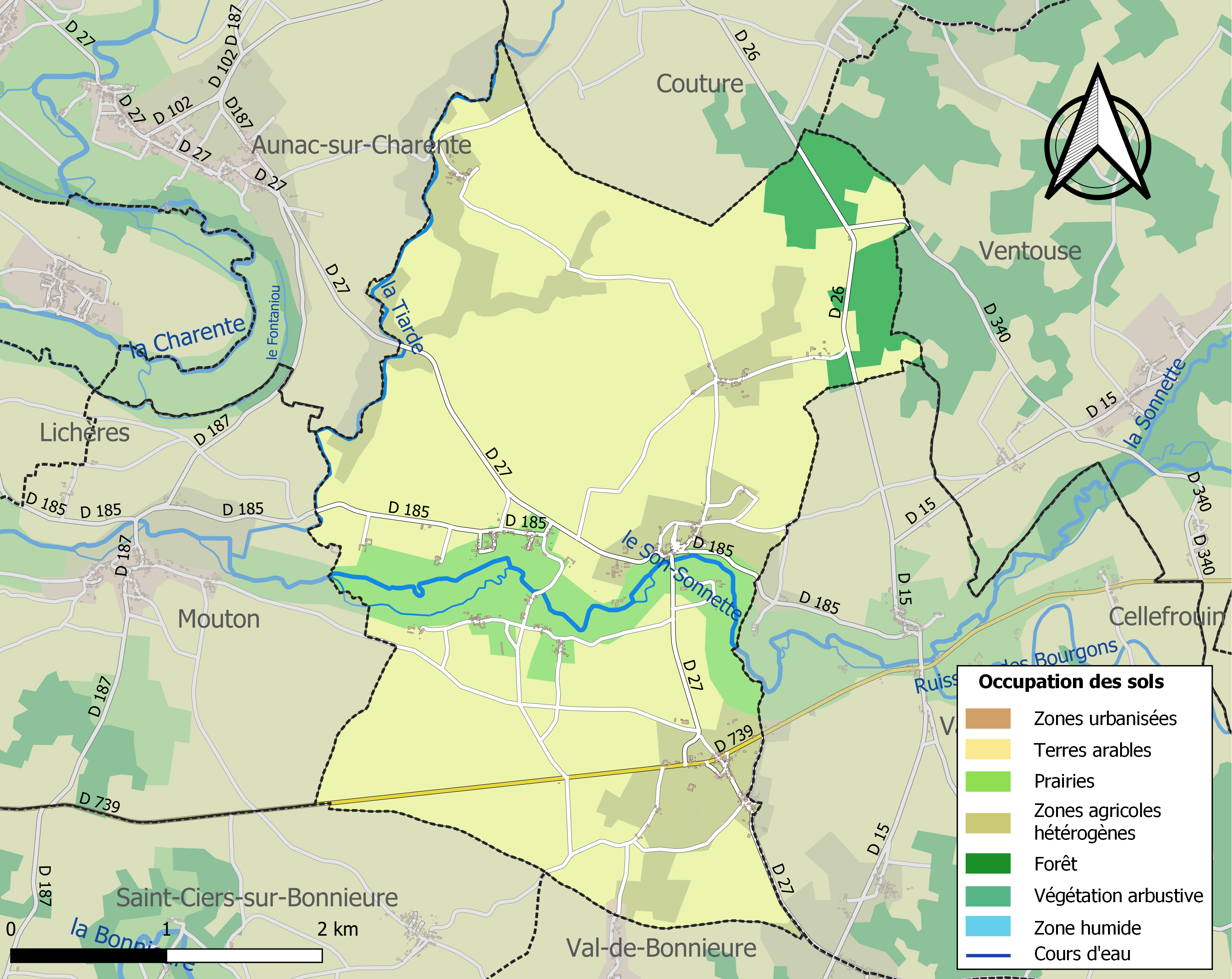
Carte des infrastructures et de l'occupation des sols de la commune en 2018 (CLC).

### Risques majeurs
Le territoire de la commune de Saint-Front est vulnérable à différents aléas naturels : météorologiques (tempête, orage, neige, grand froid, canicule ou sécheresse) et séisme (sismicité modérée). Un site publié par le BRGM permet d'évaluer simplement et rapidement les risques d'un bien localisé soit par son adresse soit par le numéro de sa parcelle.

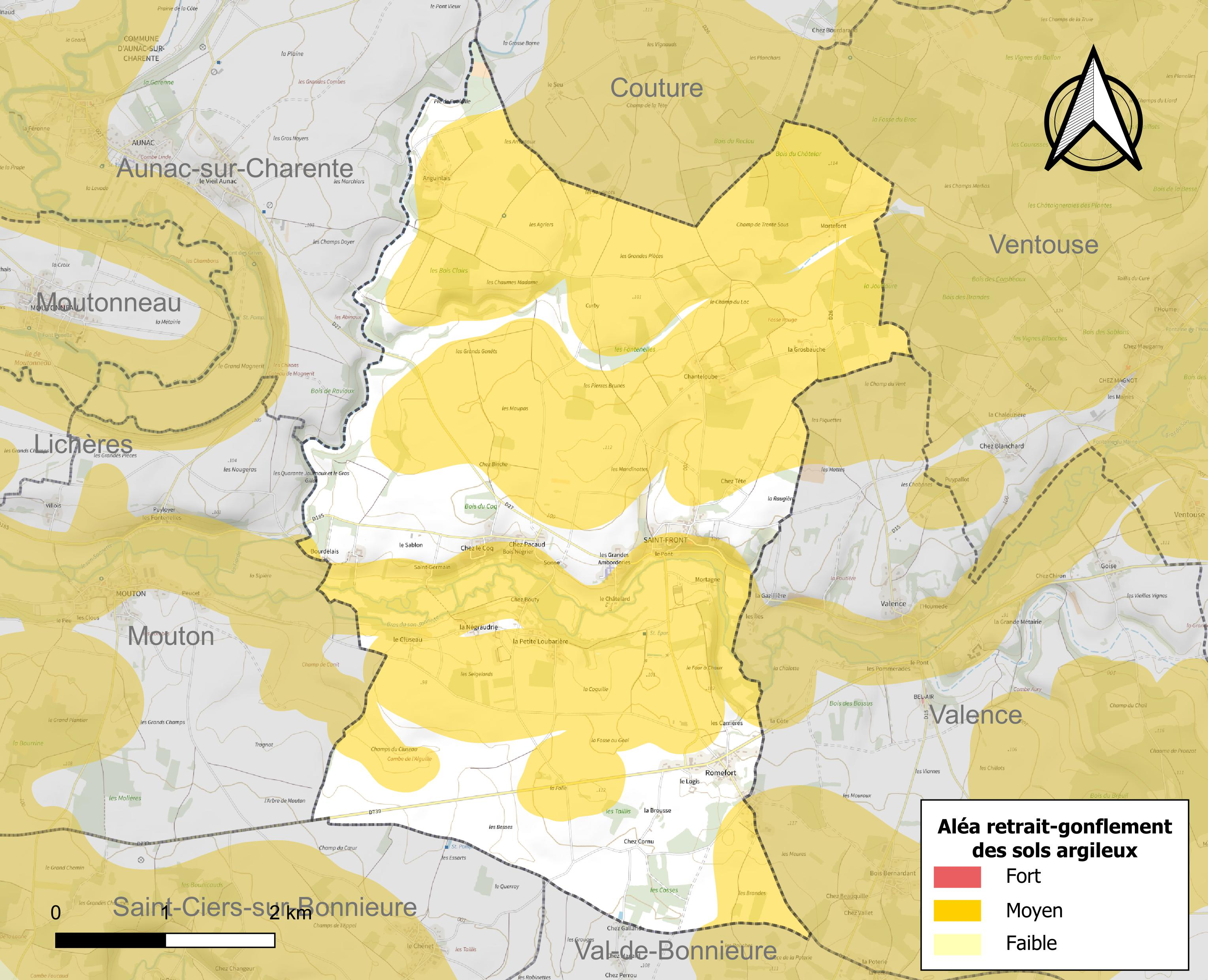
Carte des zones d'aléa retrait-gonflement des sols argileux de Saint-Front.

Le retrait-gonflement des sols argileux est susceptible d'engendrer des dommages importants aux bâtiments en cas d’alternance de périodes de sécheresse et de pluie. 71,4 % de la superficie communale est en aléa moyen ou fort (67,4 % au niveau départemental et 48,5 % au niveau national). Sur les 198 bâtiments dénombrés sur la commune en 2019,  121 sont en aléa moyen ou fort, soit 61 %, à comparer aux 81 % au niveau départemental et 54 % au niveau national. Une cartographie de l'exposition du territoire national au retrait gonflement des sols argileux est disponible sur le site du BRGM,.
Par ailleurs, afin de mieux appréhender le risque d’affaissement de terrain, l'inventaire national des cavités souterraines permet de localiser celles situées sur la commune.
La commune a été reconnue en état de catastrophe naturelle au titre des dommages causés par les inondations et coulées de boue survenues en 1982, 1983 et 1999. Concernant les mouvements de terrains, la commune a été reconnue en état de catastrophe naturelle au titre des dommages causés par des mouvements de terrain en 1999.

## Toponymie
Une forme ancienne est Sanctus Fronto (non datée, Moyen Âge).
Saint Front était le premier évêque de Périgueux, au IIIe ou IVe siècle,.

### Limite dialectale
Selon Tourtoulon et Terracher, la commune se trouvait encore au XIXe siècle dans la partie occitane de la Charente qui en occupe aujourd'hui le tiers oriental, et son dialecte était marchois.
Elle se nomme Sent Front en occitan.

## Histoire
Près du hameau de Saint-Germain, sur la rive droite du Son-Sonnette, on a découvert, en 1896, un ancien cimetière, datant probablement de l'époque mérovingienne. Chaque sarcophage était recouvert d'une longue pierre, plate en dessous et bombée en dessus.
Le hameau du Bourdelais était, au Moyen Âge, le siège de deux fiefs, qui paraissent avoir été réunis vers la fin du XVIe siècle. L'un de ces fiefs relevait de la seigneurie d'Aunac et l'autre de la seigneurie de Tourriers.
Vers la fin du XVe siècle, le premier de ces fiefs avait pour possesseur Pierre Clerc, écuyer. En 1516, le fils de Pierre Clerc, Michau Clerc le céda à Hélie Mangon, seigneur d'Andreville, en échange d'une maison et d'un mas de terre dans la châtellenie de Jarnac. Des difficultés s'élevèrent à propos de cet échange. Elles ne furent aplanies qu'en 1538 par une transaction qui remit Michau Clerc et ses héritiers en possession de la seigneurie du Bourdelais.
À la même époque, en 1497, le Petit Bourdelais, qui dépendait de la seigneurie de Tourriers, appartenait à la famille de Moulinais, famille apparentée à la famille Clerc. Les Moulinais conservèrent la seigneurie du Petit Bourdelais pendant près d'un siècle (1583).
C'est vraisemblablement vers cette époque que les deux fiefs furent réunis en un seul. En effet, en 1583, Hercule Jay n'était que sieur du Petit-Bourdelais, alors que six ans plus tard, il portait le titre de seigneur du Bourdelais.
La maison noble du Bourdelais comprenait notamment une grosse tour carrée, qui a été détruite dans le dernier quart du XIXe siècle. Cette tour avait été édifiée par Hercule Jay en 1589.
Au XVIIIe siècle, le Bourdelais est passé par mariage en 1713 aux Bouchard d'Esparbès de Lussan, seigneurs d'Aubeterre, puis par vente en 1790 à Jacques Coudert, négociant en tissus de Ruffec.
Au début du XXe siècle, l'industrie dans la commune était encore représentée par un petit moulin.
Pendant la première moitié du XXe siècle, la commune était desservie par la petite ligne ferroviaire d'intérêt local à voie métrique des Chemins de fer économiques des Charentes allant d'Angoulême à Confolens par Saint-Angeau appelée le Petit Mairat.

## Administration

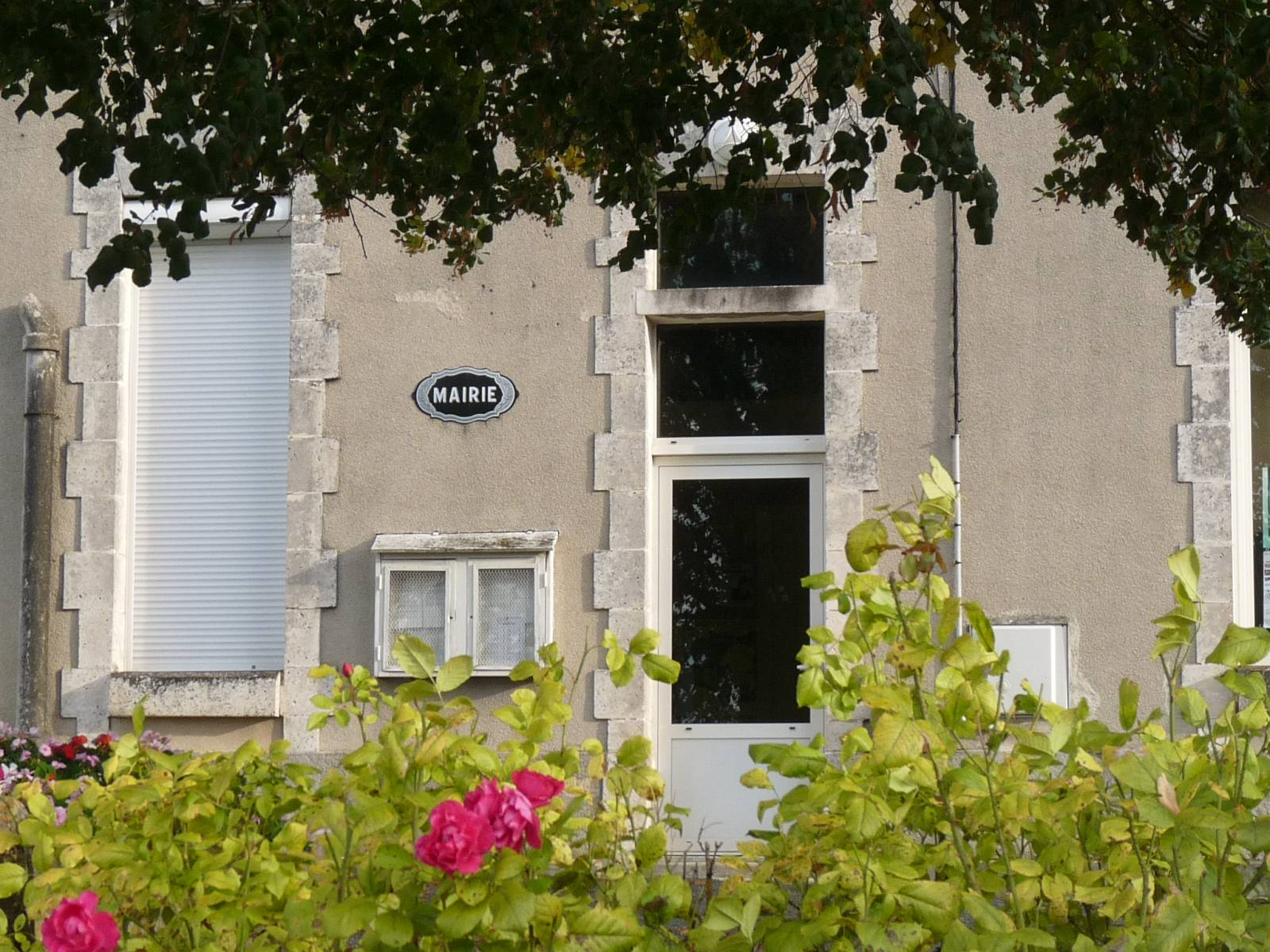
La mairie.

| Période                                  | Période  | Identité            | Étiquette | Qualité    |
| ---------------------------------------- | -------- | ------------------- | --------- | ---------- |
| Les données manquantes sont à compléter. |          |                     |           |            |
| 2001                                     | 2004     | Daniel Bouchaud     |           |            |
| 2004                                     | 2008     |                     |           |            |
| 2008                                     | 2014     | Marcel Goyer        | PS        | Agent SNCF |
| 2014                                     | En cours | Sébastien Charriaud | SE        | Ouvrier    |

## Démographie

### Évolution démographique
L'évolution du nombre d'habitants est connue à travers les recensements de la population effectués dans la commune depuis 1793. Pour les communes de moins de 10 000 habitants, une enquête de recensement portant sur toute la population est réalisée tous les cinq ans, les populations de référence des années intermédiaires étant quant à elles estimées par interpolation ou extrapolation. Pour la commune, le premier recensement exhaustif entrant dans le cadre du nouveau dispositif a été réalisé en 2005.

En 2022, la commune comptait 358 habitants, en évolution de −2,45 % par rapport à 2016 (Charente : −0,48 %, France hors Mayotte : +2,11 %).
| 1793 | 1800 | 1806 | 1821 | 1831 | 1841 | 1846 | 1851 | 1856 |
| ---- | ---- | ---- | ---- | ---- | ---- | ---- | ---- | ---- |
| 558  | 658  | 708  | 708  | 791  | 859  | 869  | 857  | 808  |

| 1861 | 1866 | 1872 | 1876 | 1881 | 1886 | 1891 | 1896 | 1901 |
| ---- | ---- | ---- | ---- | ---- | ---- | ---- | ---- | ---- |
| 719  | 739  | 736  | 760  | 762  | 701  | 661  | 623  | 587  |

| 1906 | 1911 | 1921 | 1926 | 1931 | 1936 | 1946 | 1954 | 1962 |
| ---- | ---- | ---- | ---- | ---- | ---- | ---- | ---- | ---- |
| 589  | 588  | 548  | 549  | 544  | 475  | 460  | 447  | 390  |

| 1968 | 1975 | 1982 | 1990 | 1999 | 2005 | 2006 | 2010 | 2015 |
| ---- | ---- | ---- | ---- | ---- | ---- | ---- | ---- | ---- |
| 408  | 378  | 372  | 301  | 315  | 319  | 322  | 344  | 367  |

| 2020 | 2022 | - | - | - | - | - | - | - |
| ---- | ---- | - | - | - | - | - | - | - |
| 364  | 358  | - | - | - | - | - | - | - |

### Pyramide des âges
La population de la commune est relativement âgée.
En 2018, le taux de personnes d'un âge inférieur à 30 ans s'élève à 21 %, soit en dessous de la moyenne départementale (30,2 %). À l'inverse, le taux de personnes d'âge supérieur à 60 ans est de 46,7 % la même année, alors qu'il est de 32,3 % au niveau départemental.
En 2018, la commune comptait 161 hommes pour 206 femmes, soit un taux de 56,13 % de femmes, largement supérieur au taux départemental (51,59 %).
Les pyramides des âges de la commune et du département s'établissent comme suit.
| Hommes | Classe d’âge | Femmes |
| ------ | ------------ | ------ |
| 5,6    | 90 ou +      | 10,6   |
| 13,8   | 75-89 ans    | 21,3   |
| 23,2   | 60-74 ans    | 18,1   |
| 21,4   | 45-59 ans    | 15,2   |
| 15,8   | 30-44 ans    | 13,2   |
| 10,1   | 15-29 ans    | 9,3    |
| 10,1   | 0-14 ans     | 12,3   |

| Hommes | Classe d’âge | Femmes |
| ------ | ------------ | ------ |
| 1      | 90 ou +      | 2,7    |
| 9,2    | 75-89 ans    | 12     |
| 20,6   | 60-74 ans    | 21,3   |
| 20,7   | 45-59 ans    | 20,3   |
| 16,8   | 30-44 ans    | 16     |
| 15,6   | 15-29 ans    | 13,4   |
| 16,1   | 0-14 ans     | 14,3   |

## Économie

### Agriculture
La viticulture occupe une petite partie de l'activité agricole. La commune est située dans les Bons Bois, dans la zone d'appellation d'origine contrôlée du cognac.

## Équipements, services et vie locale

### Enseignement
Dans les années 2000-2020, l'école était un RPI entre Saint-Front et Valence. Saint-Front et Valence accueillaient chacune une école élémentaire. L'école de Saint-Front a fermé en 2023.
Le secteur du collège est Mansle.

## Lieux et monuments

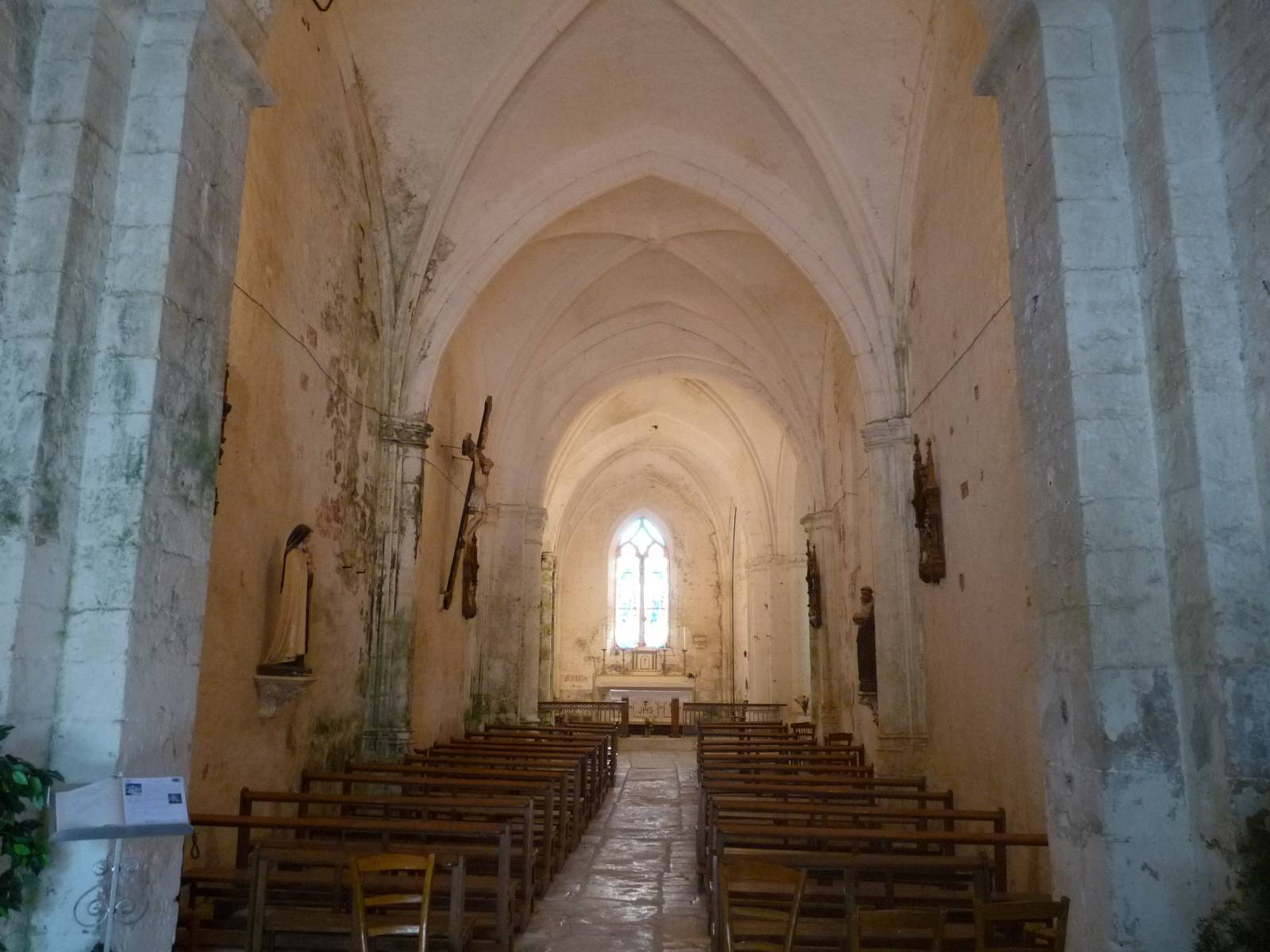
L'intérieur de l'église.

L'église paroissiale Saint-Front, des XIIe et XIIIe siècles, et XIVe et XVe siècles, présente une particularité qui se retrouve dans de nombreuses églises du Moyen Âge ; une partie en est déviée pour représenter le geste du Christ inclinant la tête sur ses épaules au moment de sa mort. Elle est inscrite aux monuments historiques le 3 mai 1956.

## Personnalités liées à la commune
- Henri-Théophile Bouillon (1864-1934), sculpteur né et mort dans cette commune.